# Ștefanca, Alba
Ștefanca este un sat în comuna Bistra din județul Alba, Transilvania, România.